# Raffaello della Rovere

Stemma dei della Rovere

Raffaello della Rovere (Savona, 1423 – Roma, 30 aprile 1477) fu fratello di Francesco (1414-1484), futuro papa Sisto IV, e padre di Giuliano (1443-1513), futuro papa Giulio II.

## Biografia
Citato anche come Raffaele, poco si conosce della sua biografia. Era figlio di Leonardo Beltramo di Savona della Rovere e di Luchina Monleoni.

## Discendenza
Sposò Teodora Manirolo di origini greche ed ebbero cinque figli:
- Giuliano (1443-1513), futuro papa Giulio II
- Giovanni (1457-1501), condottiero e politico
- Bartolomeo (1447-1496), vescovo di Massa e di Ferrara
- Luchina (1451-1515)